# 1163
Năm 1163 trong lịch Julius.